# Le Tour d'écrou (téléfilm)
 (juillet 2014).
Si vous disposez d'ouvrages ou d'articles de référence ou si vous connaissez des sites web de qualité traitant du thème abordé ici, merci de compléter l'article en donnant les références utiles à sa vérifiabilité et en les liant à la section « Notes et références ».
Pour le roman original, voir Le Tour d'écrou.
Pour plus de détails, voir Fiche technique et Distribution.
Le Tour d'écrou est un téléfilm français réalisé par Raymond Rouleau, adapté du roman éponyme de Henry James, et diffusé en 1974.

## Synopsis
L'action se situe vers 1890 dans l'Angleterre victorienne. Lord Arthur, propriétaire du château de Bly dans le Sussex, a depuis quelques années décidé de vivre à Londres et de ne plus jamais remettre les pieds au château. Depuis quelques mois, il cherche désespérément une gouvernante pour Flora, sa nièce de 9 ans, et Miles, son neveu de 11 ans.
La fillette ne va pas à l'école et bénéficiait ces dernières années de la présence au château d'une gouvernante, miss Jessel. Mais récemment miss Jessel a été retrouvée noyée dans le lac du château. Le garçon, lui, est pensionnaire dans une école de Londres.
Les seules exigences de lord Arthur sont ahurissantes : il remet la responsabilité totale de l'administration du château et de l'éducation des deux enfants à la personne qui acceptera de prendre la relève de la précédente gouvernante. Elle sera parfaitement payée... mais durant les dix années qu'il reste avant la majorité des deux enfants, elle devra décider et agir totalement seule, avec la seule aide du personnel du château. Il n'acceptera même pas de lire la moindre lettre provenant du château pour quelque raison que ce soit.
Une seule personne accepte ce surprenant « sacerdoce » : miss Elizabeth Gridders. Dès son arrivée au château de Bly elle remarque l'attitude étrange de la vieille bonne et le comportement « diabolique » des deux enfants. Le jeune garçon vient d'être définitivement renvoyé de son école au motif grave de « mauvaise influence » sur ses camarades pour leur avoir raconté des histoires abracadabrantes et de très mauvais goût (on découvrira plus tard qu'il ne faisait que tenter d'exprimer à sa façon le terrible traumatisme qu'il avait subi).
Rapidement, miss Gridders acquiert la conviction que les âmes damnées de Peter Quint, un domestique dont on « aurait un jour retrouvé le corps sur un chemin le crâne fracassé à la tempe » et de miss Jessel hantent les deux enfants, les « possèdent » et les pervertissent.
Miss Gridders entreprend dès lors une lutte contre l'étrange et maléfique comportement des deux enfants qui semblent prendre à parler de la mort avec une totale désinvolture jusque dans leurs devoirs, leurs dessins, et leurs discussions avec leur gouvernante.
Le mystère s'épaissit avec l'apparition répétée mais toujours totalement silencieuse et fugace de ce qui semble être les fantômes de Peter Quint, dans le château, et de miss Jessel, au bord du lac. Une présence visuelle bien tangible pour miss Gridders qui n'est donc plus le seul fruit de l'imagination des enfants.

## Fiche technique
- Titre : Le Tour d'écrou
- Réalisation : Raymond Rouleau
- Scénario et dialogues : Paule de Beaumont et Jean Kerchbron, d’après Henry James
- Photographie : Robert Dumaître
- Société de production : ORTF
- Genre : drame
- Pays de production :  France
- Durée : 110 minutes
- Date de première diffusion : 25 décembre 1974

## Distribution
- Suzanne Flon : Elizabeth Gridders
- Stéphane Guiraud : Miles
- Laure Jeanson : Flora
- Robert Hossein : Peter Quint
- Marie-Christine Barrault : Miss Jessel
- Andrée Tainsy : Mme Grose, la bonne
- Robert Rimbaud : lord Arthur
- Benedict Taylor : Timothy

## Sortie DVD / Blu-ray
Fin 2012, INA éditions a édité ce film dans sa collection « Les Inédits fantastiques », en même temps que La Peau de chagrin de Michel Favart d'après Honoré de Balzac et La Métamorphose de Jean-Daniel Verhaeghe d'après Franz Kafka. Le Tour d'écrou prend place dans un coffret Henry James proposant également La Redevance du fantôme de Robert Enrico, De Grey de Claude Chabrol et Un jeune homme rebelle de Paul Seban.

## Analyse
- Si vous ne connaissez pas le sujet, laissez ce bandeau (vous pouvez alors contacter les auteurs).
- Si vous supprimez le contenu mis en cause (vous pouvez préalablement contacter les auteurs),

argumentez précisément cette suppression dans la page de discussion
(un manque de référence n'est pas un argument ; une recherche réelle de référence doit avoir été effectuée, être formellement documentée).
Le scénario donne au départ au spectateur l'impression d'être dans une histoire terrible d'emprise des fantômes de deux adultes morts sur l'esprit de deux enfants. Puis le doute évolue, laissant penser que les deux enfants sont en réalité atteints d'un trouble de la personnalité qui les empêche de distinguer le bien du mal. Lentement, la vérité va apparaître, d'autant plus effroyable qu'elle mêle pédophilie et homosexualité (une abomination dans l'Angleterre victorienne). Toute la raison du comportement étrange des enfants se révèlera à la fin : une fuite psychologique dans une altération délirante de la perception de l'existence, sous la pression écrasante et immorale qu'exercent sur eux Peter Quint et miss Jessel.
La façon subtile de dévoiler progressivement la vérité sur la nature des relations des protagonistes et les conséquences psychologiques dramatiques qu'elles entrainent sur les deux enfants (allant jusqu'à la mort de l'un d'eux lorsqu'il verbalisera enfin la vérité) font du roman, souvent classé à tort dans la catégorie des « nouvelles fantastiques » (en raison de son atmosphère pesante et de la présence possible de « revenants »), un des sommets de la littérature anglaise victorienne, période d'une extrême sévérité imposée par la morale non seulement religieuse mais aussi sociale. Moralité bien ambiguë puisque, tout en luttant ostensiblement contre la pédophilie, elle n'arrivait pas à mettre en place les moyens politiques et juridiques nécessaires, la laissant prospérer dans les classes supérieures et n'étant officiellement reconnue par la loi qu'à la toute fin du XIXe siècle.
Le titre français du roman, Le Tour d'écrou, peut sembler abscons ; il s'agit en fait d'une traduction inexacte du titre original The Turn of the Screw (litt. « Le Tour de vis »). Mais surtout cette expression a en anglais un autre sens : il signifie « exercer une pression psychologique ». Or c'est bien cette pression psychologique terrible qui est exercée par les deux adultes sur les deux enfants, mais aussi par les deux enfants sur Miss Giddens et la vieille bonne. Pour compléter la tableau, on découvre dans les premières minutes du film que ce n'est pas par désintérêt total que lord Arthur avait préféré ne plus prendre la moindre part à la vie du château et à l'éducation des enfants mais par lâcheté personnelle, face à leur comportement « diabolique » qu'il ne comprenait pas et dont il avait probablement peur.

## Autour du téléfilm
- Les rôles de Peter Quint et miss Jessel sont muets.
- Dans le roman, la gouvernante n'a pas de nom.